# Abd el-Azíz Szankúr
Abd el-Azíz Szankúr (1989. május 7. –) egyesült arab emírségekbeli válogatott labdarúgó, az Al-Ahli hátvédje. Részt vett a 2012. évi nyári olimpiai játékokon.

## Pályafutása

### A válogatottban
2009-ben részt vett a 20 év alattiak világbajnokságán.
Londonban a 2012-es olimpiai játékokon mindhárom válogatott mérkőzésen pályára lépett. 2013. január 5-én mutatkozott be a felnőtt válogatottban a Katar elleni 3-1-es győzelem során.
Ezt követően részt vett a 2015-ös Ázsia-kupán.
Pályafutása során összesen 42 alkalommal lépett pályára a válogatottban és egy gólt szerzett.

## Sikerei, díjai
Egyesült Arab Emírségek
- Öböl-kupa: 2013
- Ázsia-kupa bronzérmes: 2015